# Johannes Brinkman
Johannes Andreas Brinkman (Rotterdam, 22 maart 1902 – aldaar, 6 mei 1949) was een Nederlands architect en exponent van het nieuwe bouwen.

## Biografie
Johannes Brinkman was de zoon van architect Michiel Brinkman. Tot 1925 studeerde Brinkman aan de Technische Hogeschool Delft. Na het overlijden van zijn vader nam hij de leiding van diens architectenbureau over en ging een samenwerking aan met Leendert van der Vlugt. Uit deze samenwerking zijn onder meer de Van Nellefabriek en het Stadion Feijenoord ontstaan.
Na het overlijden van Van der Vlugt in 1936 is Brinkman een samenwerking aangegaan met Jo van den Broek. In deze periode ontstond onder meer de Vertrekhal van de Holland-Amerika Lijn.
In 1948 treedt Jaap Bakema toe tot het bureau Brinkman en Van den Broek. Na het overlijden van Brinkman in 1949 wordt dit bureau voortgezet onder de naam Van den Broek en Bakema.

## Enkele werken
- 1930: Woonhuis Van der Leeuw, Rotterdam
- 1931: Van Nellefabriek, Rotterdam, met Leendert van der Vlugt en Jan Gerko Wiebenga
- 1932: Huis Sonneveld, Rotterdam, met Leendert van der Vlugt
- 1932-1933: Huis Boevé, Rotterdam, met Leendert van der Vlugt
- 1933: Clubhuis Golfclub Kralingen, Rotterdam, met Leendert van der Vlugt
- 1934: Bergpolderflat, Rotterdam, met Leendert van der Vlugt en Willem van Tijen
- 1937: Stadion Feijenoord, Rotterdam, met Leendert van der Vlugt

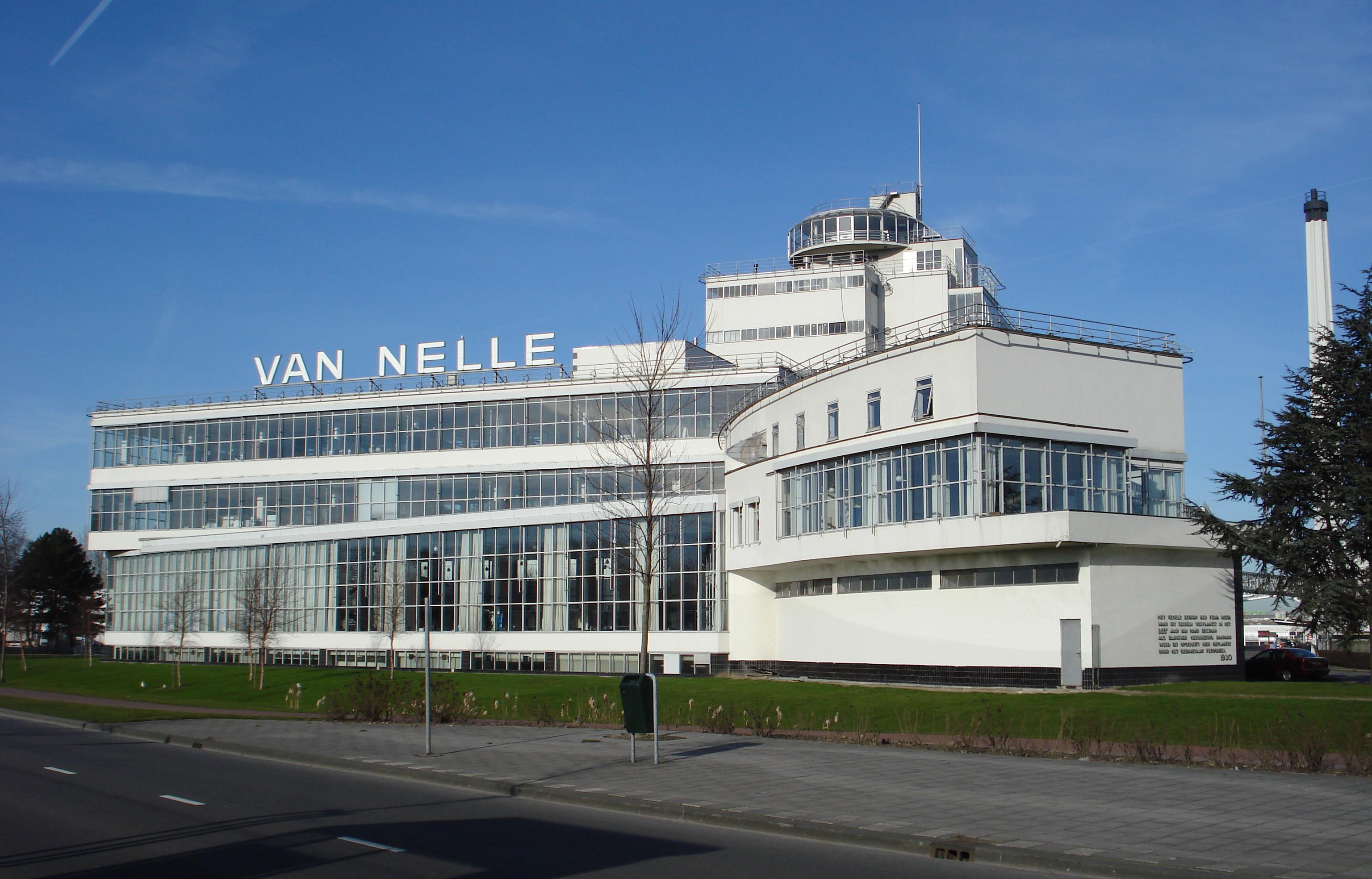
Van Nellefabriek
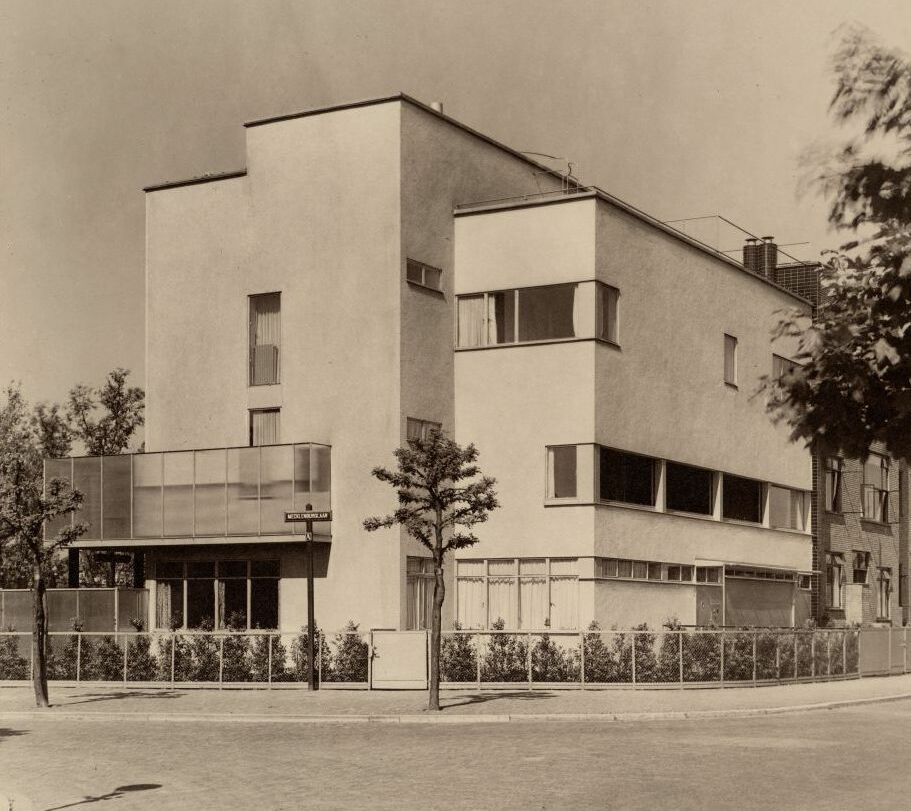
Woonhuis Van der Leeuw
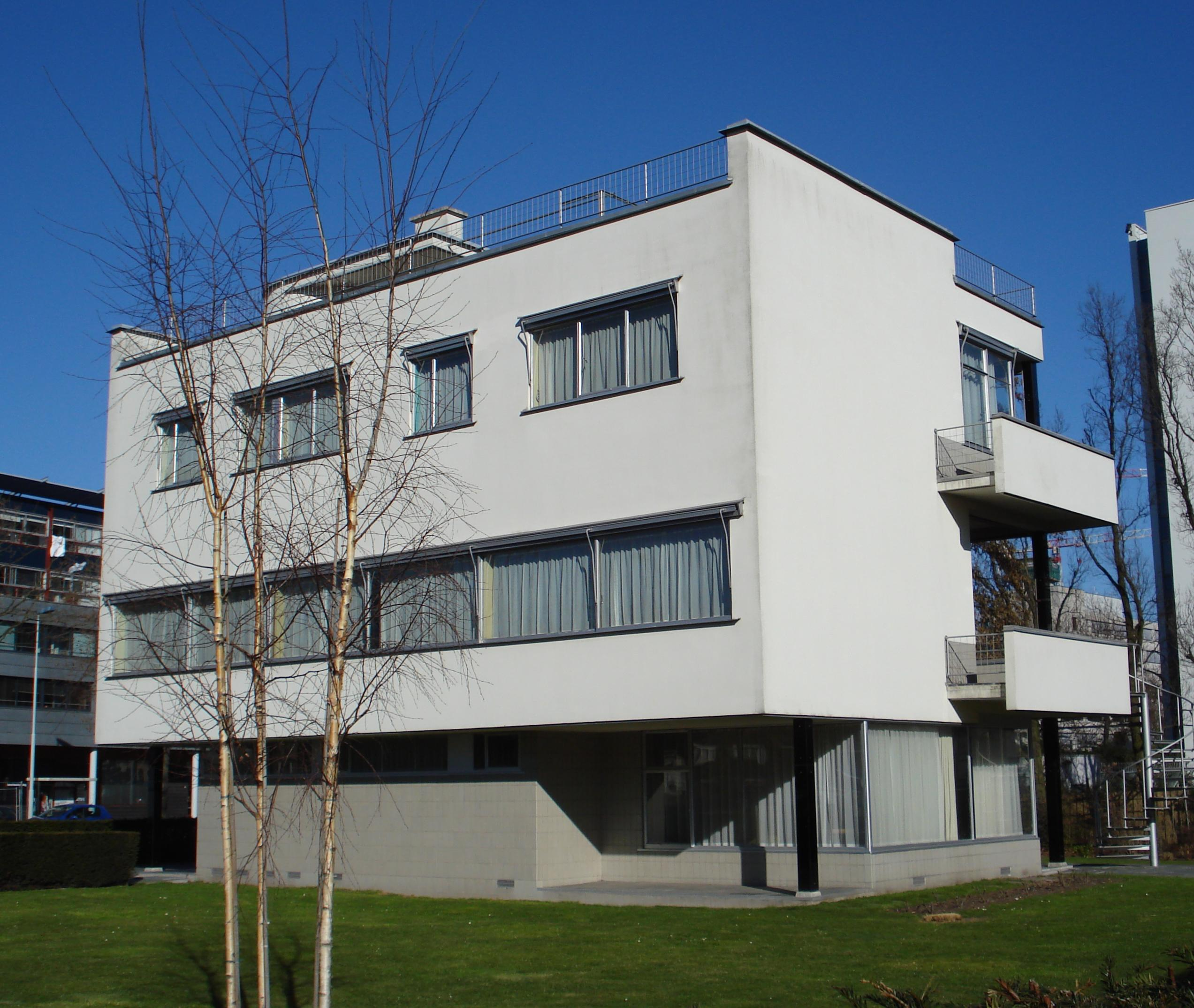
Huis Sonneveld